# Weni
Weni (XXIV secolo a.C.) è stato un funzionario egizio, attivo sotto il regno di Merenra I e Pepi I e Pepi II e governatore dell'Alto Egitto. Si conosce la sua vita dalle iscrizioni della sua tomba di Abido.

## Biografia
Nato da umili origini, prese parte a un processo a carico della regina, con cui prese la fiducia del faraone. Inviato 5 volte a trattare con i nomadi del deserto, durante il regno di Pepi I venne nominato governatore dell'Alto Egitto.